# Marcel Rozgonyi
Marcel Rozgonyi (* 28. Januar 1976 in Hoyerswerda) ist ein ehemaliger deutscher Fußballspieler.

## Karriere als Spieler
Rozgonyi spielte in der Jugend für Energie Cottbus. Von 1995 bis 2000 spielte er für den FC Lausitz Hoyerswerda. Zur Saison 2000/01 wechselte er zum 1. FC Magdeburg, mit dem er das Viertelfinale des DFB-Pokal erreichte. Der dortige Gegner FC Schalke 04 verpflichtete ihn daraufhin. 2003 wechselte er  zum Ligakonkurrenten  Energie Cottbus. 2005 ging Rozgonyi  zum 1. FC Saarbrücken, mit dem er drei Jahre lang in der 2. Fußball-Bundesliga spielte und die U19 betreute. Nach dem Abstieg des 1. FC Saarbrücken aus der 2. Bundesliga wechselte er zum FC Sachsen Leipzig. 2008 kehrte er zum 1. FC Saarbrücken zurück, wo er 2009 seine Karriere auf Grund einer Verletzung beendete. Nachdem er ein halbes Jahr beim 1. FC Saarbrücken im Nachwuchs tätig war, wechselte er  2011 zum 1. FC Lokomotive Leipzig, um in der Position als sportlicher Leiter auf Funktionärsebene tätig zu sein und erreichte das Ziel Aufstieg in die Regionalliga.
Rozgonyi wurde mit dem FC Schalke 04 2002 Deutscher Pokalsieger und nahm an der Champions League teil.

## Trainer und Funktionär
2011 war Rozgonyi Sportlicher Leiter beim 1. FC Lokomotive Leipzig. Im November 2017 wurde Rozgonyi Co-Trainer der U 19 des chinesischen Erstligisten Guangzhou Evergrande unter Stefan Böger. Im März 2018 übernahm er die Leitung und Koordination des Leistungsbereichs und wurde Assistent des Head of Development Young Talent Center Stefan Böger. Im November 2019 stellte die SpVgg Bayreuth aus der Regionalliga Bayern Rozgonyi als neuen Sportlichen und Technischen Direktor vor.

## Sonstiges
Rozgonyi ist mit der Handballspielerin Ingrida Radzevičiūtė liiert. Das Paar hat eine gemeinsame Tochter. Aus erster Ehe brachte Rozgonyi seinen Sohn Len-Louis mit in die Beziehung.
2018 war Rozgonyi beim Amt für Migration und Ausländerrecht des Landkreises Nordsachsen beschäftigt. Außerdem wurde er zum Ortsvorsteher des Leipziger Stadtteils Mölkau gewählt.